# Rivière Kaaimans
La rivière Kaaimans (afrikaans : Kaaimansrivier), également connue sous le nom de rivière Keerom, est une rivière située dans le Cap occidental en Afrique du Sud.

## Géographie
L’embouchure de la rivière se trouve près de Wilderness. Plus en amont, les gorges de la rivière Kaaimans sont populaires pour la randonnée et le kayak en eau vive.

## Histoire
La rivière Kaimaans était autrefois un obstacle pour les voyageurs dont les chariots devaient parfois attendre des semaines avant de pouvoir la traverser en toute sécurité lorsqu’elle était en crue. Elle a également été surnommée la "Keeromrivier" (ou "Turnabout River", rivière rond-point) parce que, face aux eaux déchaînées, certains voyageurs devaient s'en retourner et essayer de trouver un autre moyen d’atteindre leur destination. Enfin, cet obstacle a été surmonté lorsque la Route des sept cols fut construite par Thomas Charles John Bain en 1883.